# خلفون
خلفون هي قرية جزائرية تابعة لبلدية عين أرنات  الكائنة بدائرة عين أرنات، بولاية سطيف الجزائرية،

## الموقع
تقع البلدة غرب مدينة سطيف، ويمر بها الطريق السريع شرق غرب، الرابط بين ولاية سطيف، والجزائر العاصمة، تبعد عن وسط مدينة سطيف حوالي 7 كم ومن مقر دائرة عين أرنات بـ 4 كم

## المرافق
يوجد بالقرب البلدة المحطة الجوية مطار سطيف - 8 ماي 1945
تضم قرية خلفون ابتدائية هي ابتدائية الشهيد قرقور مختار والتي تعد من اقدم الابتدائيات في الولاية منذ الحقبة الاستعمارية. و تضم أيضا اكمالية مكارني احمد.إضافة إلى فرع بلدي، مستوصف وفرع بريدي

## السكان
تعرض نصف القرية الشمالي للهدم وترحيل ساكنيه إلى عين أرنات جراء أشغال توسعة المطار...ما اثر سلبا على النقل في المنطقة والتجارة بصفة عامة.[بحاجة لمصدر]

## تاريخ
تعود نشأة القرية إلى سنوات 1845 – 1849 م مع بدايات استغلال شركة جنيف للمستوطنات السويسرية للأراضي التي صادرها الاحتلال الفرنسي، مع كل من فارماتو والعناصر ومزلوق.